# Đoàn Hùng Sơn
Đoàn Hùng Sơn là một tướng lĩnh Công an nhân dân Việt Nam hàm Trung tướng. Ông hiện là  Bí thư Đảng ủy, Cục trưởng Cục Ngoại tuyến, Bộ Công an.

## Tiểu sử
Đoàn Hùng Sơn là đảng viên Đảng Cộng sản Việt Nam.
Tính đến hết tháng 1 năm 2020, ông có gần 38 năm công tác trong lực lượng Công an nhân dân Việt Nam. Ông nhiều năm làm công tác ngoại tuyến và trải qua nhiều chức vụ khác nhau từ Phó Trưởng phòng, Giám đốc Trung tâm bồi dưỡng nghiệp vụ, Trưởng phòng, Phó Cục trưởng Cục Ngoại tuyến thuộc Tổng cục An ninh, Bộ Công an.
Tháng 3 năm 2018, ông là Cục trưởng Cục Ngoại tuyến, Tổng cục An ninh, Bộ Công an.
Tháng 8 năm 2018, ông được bổ nhiệm làm Phó Cục trưởng Cục Ngoại tuyến, Bộ Công an dưới quyền Trung tướng Trần Đăng Yến.
Tháng 2 năm 2020, Bộ trưởng Bộ Công an bổ nhiệm ông giữ Cục trưởng Cục Ngoại tuyến, Bộ Công an thay cho Trung tướng Trần Đăng Yến.

## Khen thưởng
- Huân chương Bảo vệ Tổ quốc[5]
- Huân chương Chiến công[5]
- Huân chương Lao động của Nhà nước Cộng hòa Dân chủ Nhân dân Lào[5]